# Adolphe Reymond
Adolphe Reymond (4 settembre 1896 – Berlingen, 7 marzo 1976) è stato un calciatore svizzero, di ruolo difensore.

## Carriera
Ha partecipato ai Giochi della VIII Olimpiade con la propria Nazionale, che vinse la medaglia d'argento, dopo aver perso la finale 3-0 contro l'Uruguay, partita in cui scese in campo anche lui.